# Medicijnbal

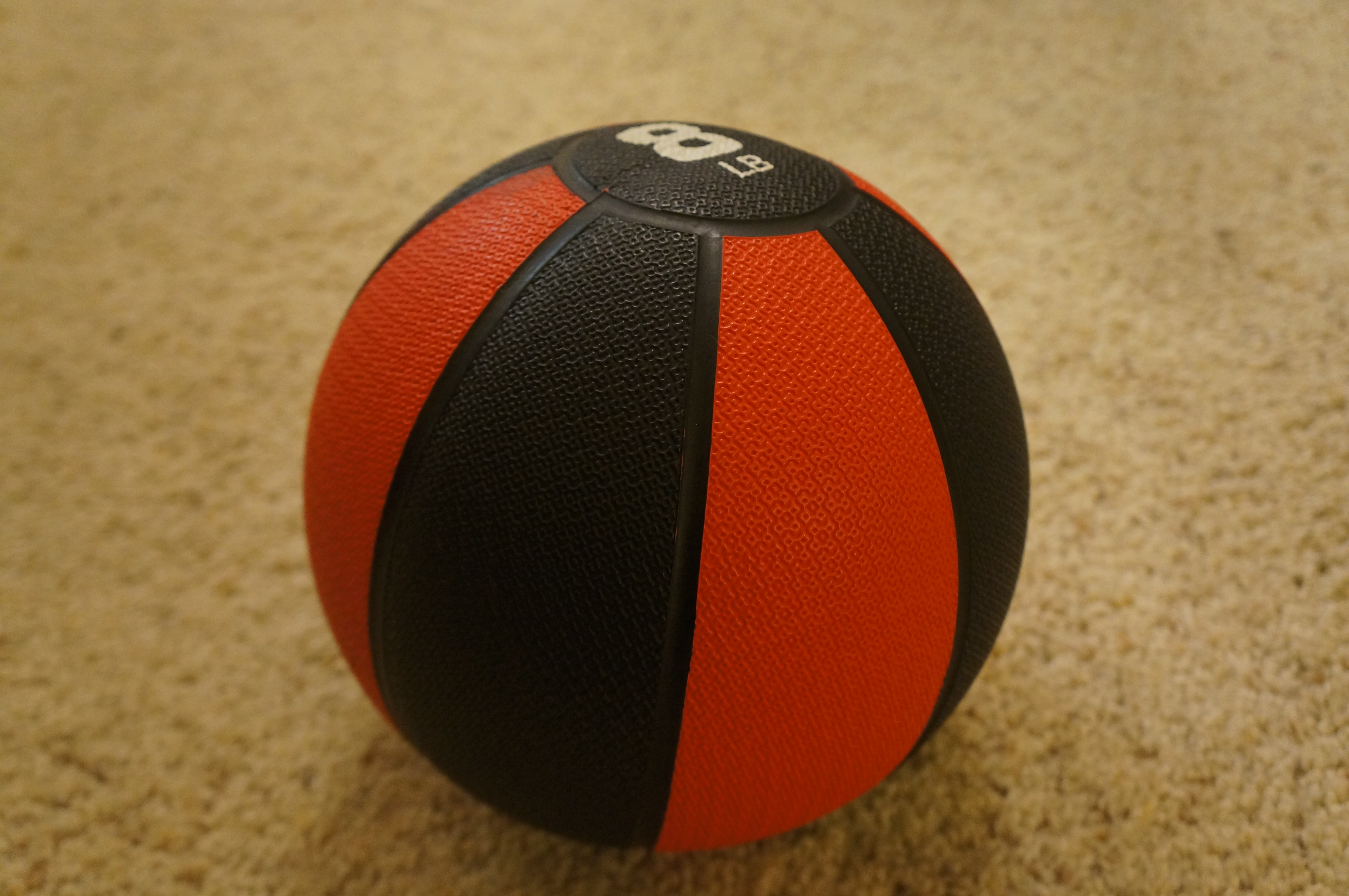
Medicijnbal

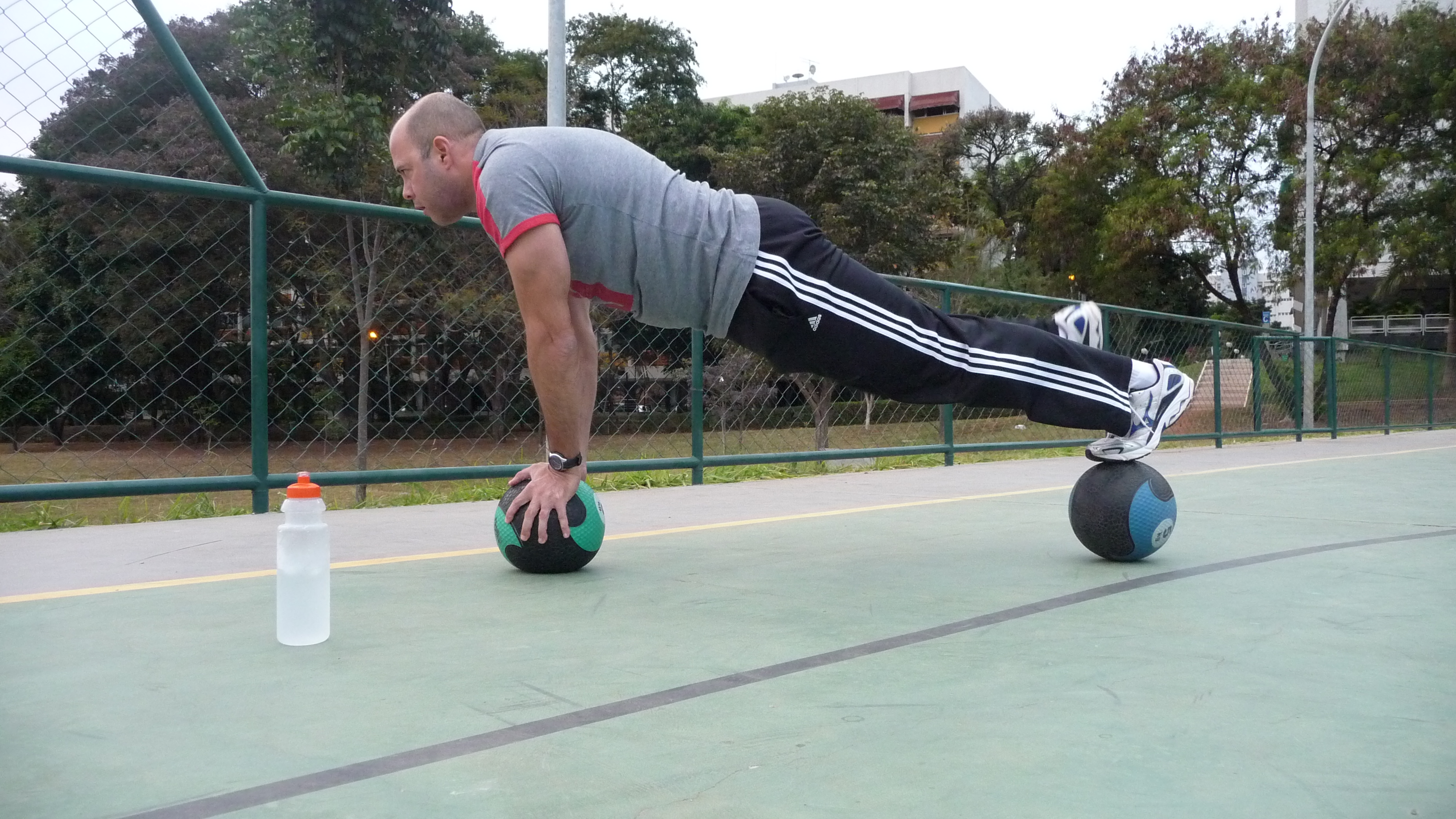
Isometrische oefening (statische contractie), waarbij door statische spanning vast te houden, vele spieren getraind worden, bij deze oefening voornamelijk de buikspieren en de onderrugspieren en in mindere mate de rest van het lichaam zoals de voorste schouderspieren.

Een medicijnbal, vaak aangeduid met het Duitse medizinball, is een zware bal die gebruikt wordt voor gymnastische oefeningen. De medicijnbal heeft meestal een diameter van 30 tot 35 centimeter en weegt veelal tussen 1 en 5 kilogram. Afwijkende maten en gewichten komen echter ook voor. In het algemeen zijn de medicijnballen niet met lucht gevuld, maar meestal met haar of kurk.
Medicijnballen worden veelal gebruikt om met oefeningen bepaalde spiergroepen te versterken. Ze worden op allerlei manieren overgegooid of meegedragen met bewegingen. Medicijnballen worden toegepast in lessen lichamelijke oefening, trainingen bij allerlei sporten en in de sportschool en bij fysiotherapie.
Het wereldrecord hooggooien, met een medicijnbal van 22 kg, is 518 cm, door Žydrūnas Savickas, de Sterkste Man van de Wereld van 2014 en een aantal andere jaren. Hij vestigde dit record op het naar Arnold Schwarzenegger vernoemde Arnold Strongman Classic in 2004, te Columbus in de Verenigde Staten. Schwarzenegger is bij het evenement vrijwel altijd aanwezig, alsmede bij de Arnold Classic, een jaarlijkse bodybuildingwedstrijd.

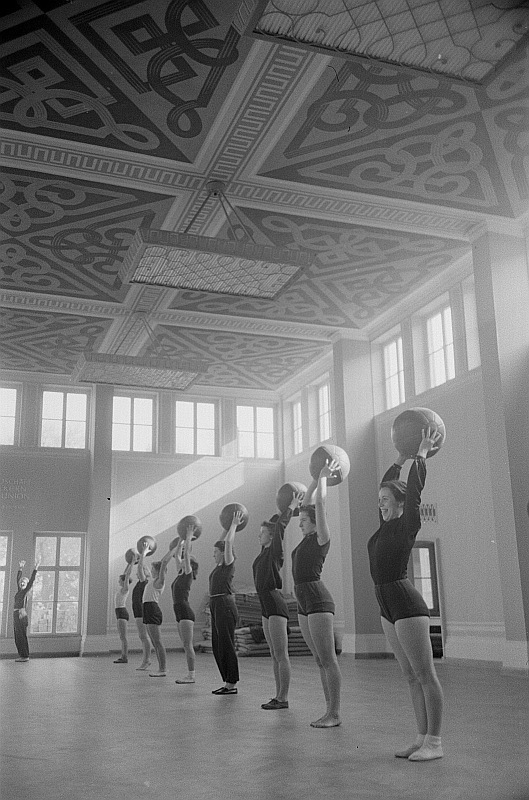
Groep met sportsters die trainen met een medicijnbal in Leipzig in 1953.
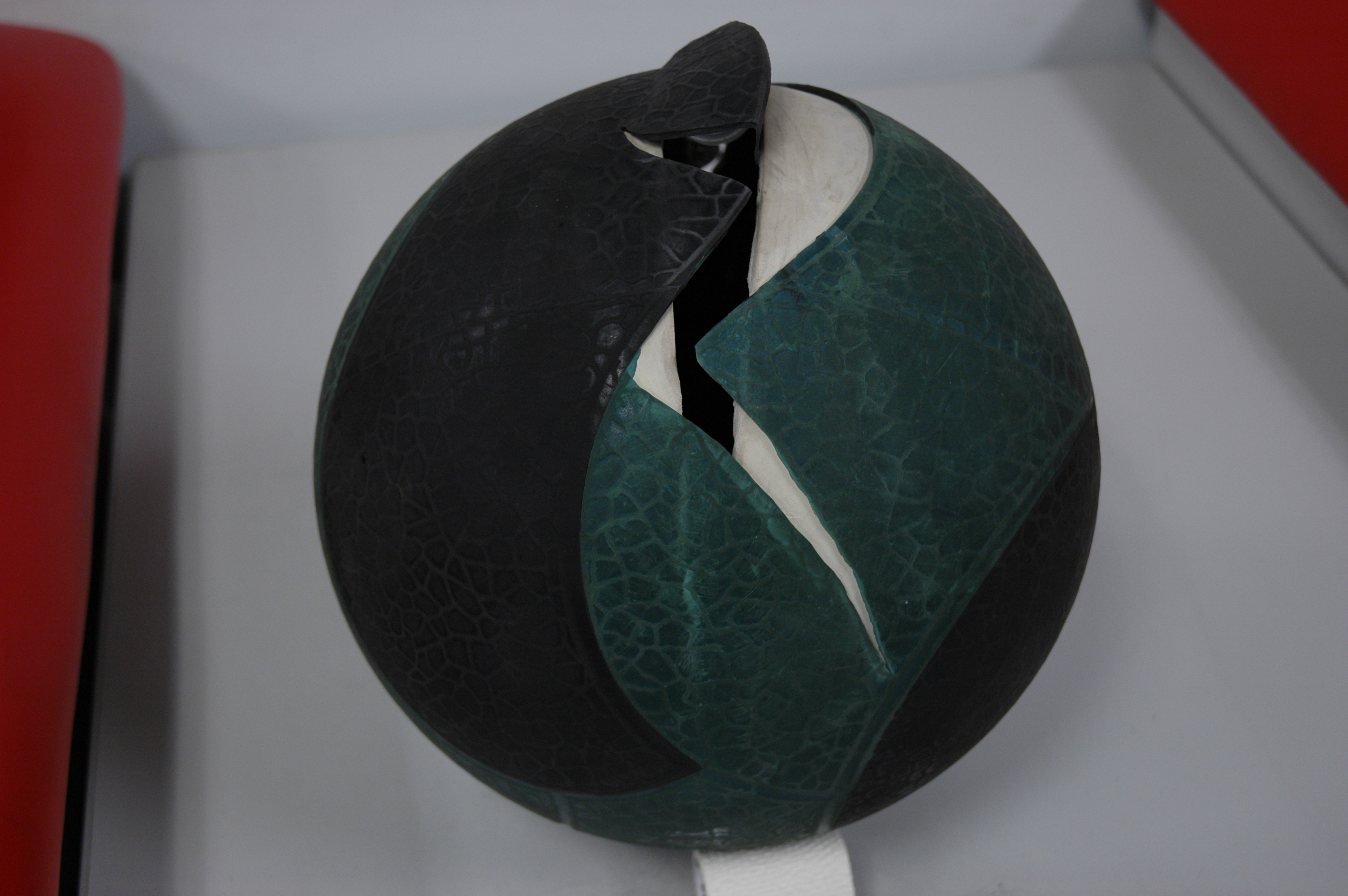
Opengescheurde medicijnbal, die normaal gesproken met lucht gevuld, 10 pond (ongeveer 4543 gram) weegt.
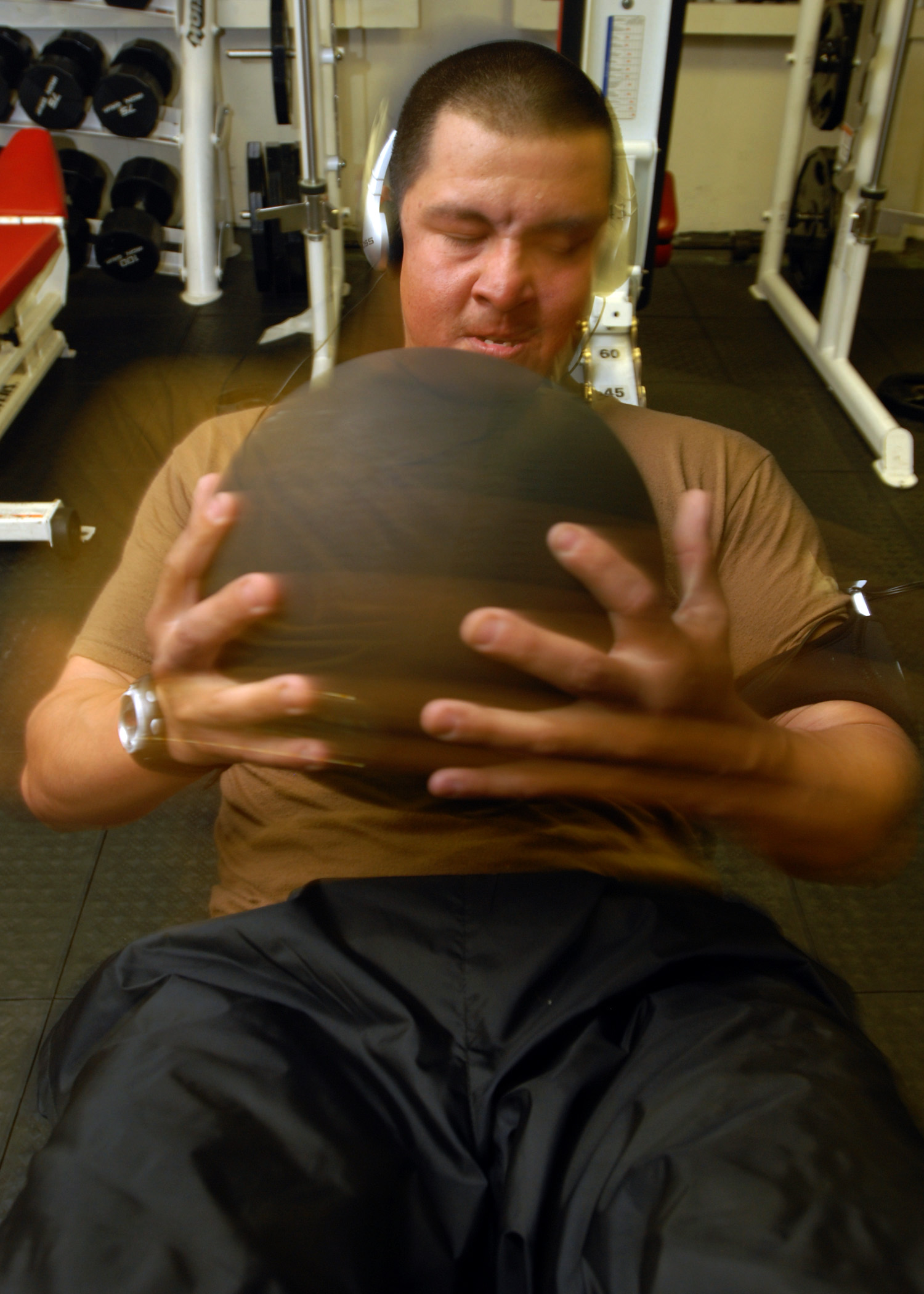
Oefening met medicijnbal voor de buikspieren, uitgevoerd in de sportzaal van een vliegdekschip.